# 117ª Squadriglia
La 117ª Squadriglia del Servizio Aeronautico del Regio Esercito fu operativa dal 3 ottobre 1917 con aerei SAML.

## Storia
La nascita della 117ª Squadriglia SAML è nel settembre 1917 al Centro Formazione Squadriglie del Campo di aviazione di Arcade.
Il 3 ottobre va a Santa Giustina (Italia) nel XII Gruppo (poi 12º Gruppo caccia) per la 4ª Armata al comando del Capitano Clemente Giorelli che dispone di altri 8 piloti e 7 osservatori.
Nell'ambito della Battaglia di Caporetto il 6 novembre il Sergente Cesare Redaelli con il Tenente osservatore Giovanni Marcucci in un duello con 2 AGO C.II ne colpiscono uno con una raffica facendolo cadere nella neve a Canal San Bovo ed in seguito il reparto ripiega all'Aeroporto di Padova nel I Gruppo.
Il 13 novembre 3 aerei mitragliano le truppe sul Piave e nel periodo disponeva di 5 SAML.
Da metà dicembre opera per la 1ª Armata e nel 1917 ha svolto 17 voli di guerra.
Il 1º gennaio 1918 dispone di 9 piloti e 2 osservatori ed in seguito dispone di 9 SAML di cui 7 di una Sezione della 39ª Squadriglia.
Alla metà di febbraio l'unità va a Fossalunga ricevendo altri 2 piloti e 4 osservatori per i 9 SAML ed il 30 marzo il comando passa al Cap. Mario Van Axel Castelli che rimane con 3 piloti, 5 osservatori e 2 aerei.
Nel mese di maggio è al comando del Ten. Augusto Gauthier che deve far volare i piloti sui Pomilio della 131ª Squadriglia per mancanza di aerei.
In giugno il comando interinale passa al Cap. Raffaele Tresca e poi il comando va al Cap. Attilio Viziano che in estate dispone di 10 Pomilio PE, 2 PD ed un SAML.
L'8 giugno l'aereo di Tullio Guarisco con Aldo Magistrelli rivendica una vittoria contro un aereo e nella Seconda battaglia del Piave svolge 18 missioni di bombardamento lanciando 52 bombe e 16 mitragliamenti a bassa quota.
Il 1º luglio dispone di 15 piloti e 6 osservatori ed il 14 luglio, dopo essere rientrata al Centro Formazione Squadriglie, si scioglie.
Nel 1918 ha svolto 121 voli di guerra e nel conflitto 138 voli di guerra.